# Andriejewka (andriejewskoje sielskoje posielenije)
Andriejewka (ros. Андреевка) – wieś (dieriewnia) w Rosji, w Mordowii, w rejonie tiemnikowskim. W 2010 liczyła 654 mieszkańców.